# Helge Klaus Rieder

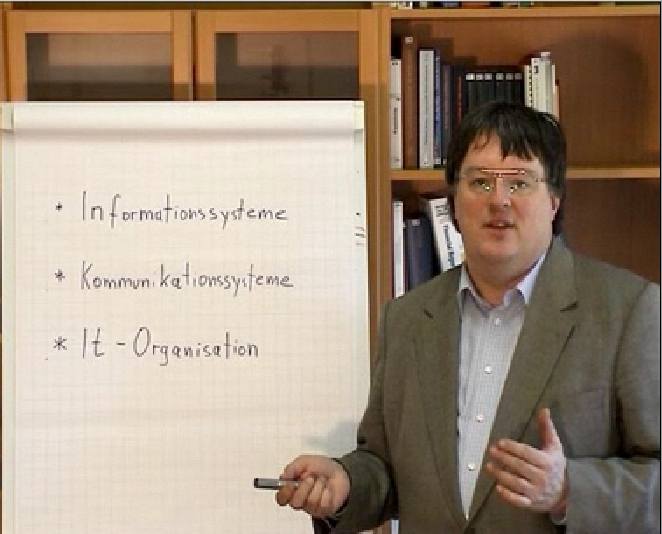
Helge Klaus Rieder (2002)

Helge Klaus Rieder (* 1957 in Memmingen) war bis zum Eintritt in den Ruhestand (2023) ein deutscher Hochschulprofessor für Wirtschaftsinformatik an der Hochschule Trier.

## Leben

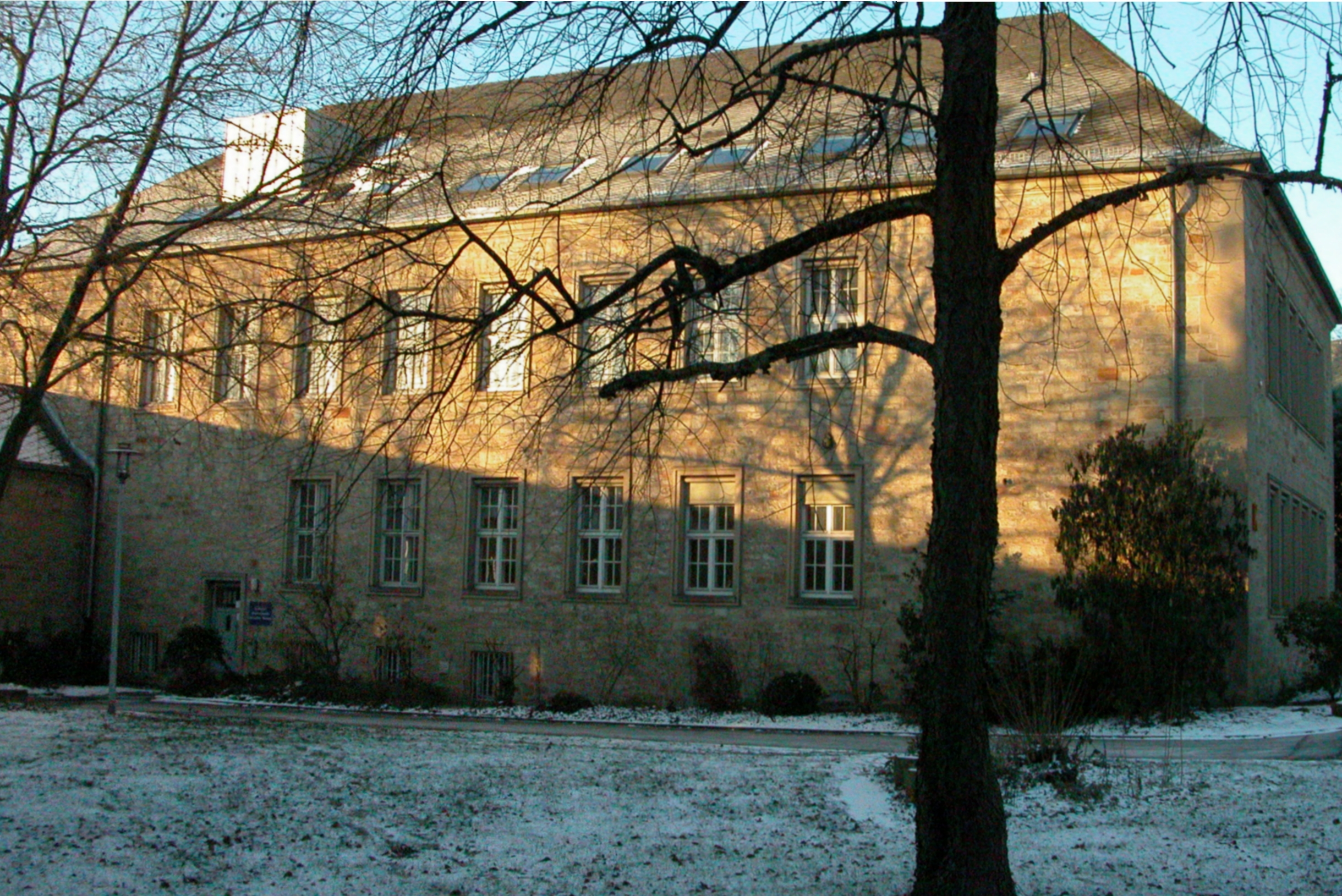
Gebäude des Fachbereichs Wirtschaft der Hochschule Trier

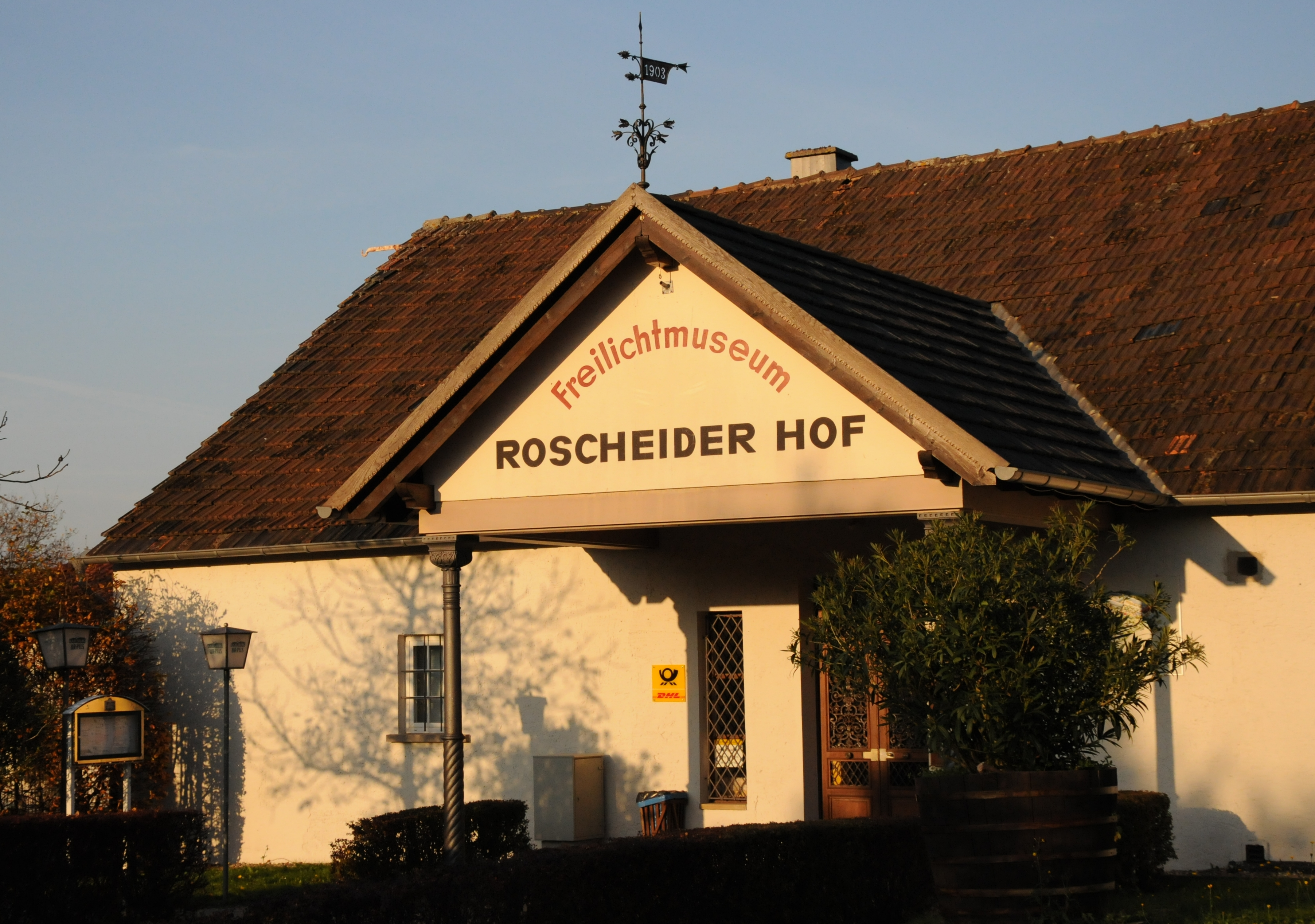
Freilichtmuseum Roscheider Hof, Eingangsgebäude

Geboren und aufgewachsen in Memmingen besuchte Rieder das Bernhard-Strigel-Gymnasium, das er 1976 mit dem Abitur abschloss. Von 1976 bis 1983 studierte er an der Universität Konstanz Verwaltungswissenschaft und von 1983 bis 1985 Informationswissenschaft. Danach promovierte er 1992 an der Universität Bamberg am Lehrstuhl für Büro- und Verwaltungsautomation. Von 1979 bis 1980 war er für das Stadtplanungsamt in Augsburg, 1984 für die Firma Cisi-Wharton und von 1985 bis 1988 für Triumph-Adler in Nürnberg tätig. Seine Hochschullaufbahn begann er 1988 an der Universität Bamberg, wo er im Fachbereich Wirtschaft und Sozialwissenschaften promovierte. Von 1992 bis zu seiner Pensionierung 2023 war er Professor im Fachbereich Wirtschaft der Hochschule Trier. Er war Gründer und langjähriger Sprecher der Regionalgruppe Trier/Luxemburg der Gesellschaft für Informatik. Er ist Vertreter des Fachbereichs im Arbeitskreis Wirtschaftsinformatik an Fachhochschulen (AKWI) und war acht Jahre lang dessen Sprecher. Er war 1998–2020 Studiengangsleiter der Wirtschaftsinformatik-Studiengänge (Bachelor, Bachelor dual, Master). Seine Forschungsinteressen liegen im Bereich intelligenter Informationssysteme, vorzugsweise im Bereich Kultur, Weinkultur, Bildung und Tourismus.
2011–2021 war er Beauftragter der Hochschule Trier für die Belange von Studierenden mit Behinderung. In diesem Zusammenhang engagiert er sich unter anderem für einen barrierefreien Zugang zu den Gebäuden und Räumen der Hochschule Trier, die Inanspruchnahme von Nachteilsausgleich für Studierende mit Behinderung und für den Aufbau eines Campusinformationssystems mit Informationen für Studierende mit Behinderung.
Im März 2016 wurde er erstmals von der Mitgliederversammlung des Museumsvereins des Volkskunde- und Freilichtmuseums Roscheider Hof zum ersten Vorsitzenden gewählt. Vorausgegangen war ein zwanzigjähriges Engagement für das Museum vor allem in den Bereichen Internetpräsenz, Internetmarketing und Vertretung des Museums bei Museumsvereinigungen.
Heinz Doering ist sein Großvater, der Kunsthistoriker Oskar Doering ist sein Urgroßvater.

## Projekte
- E-Learning Angebote im Bereich Wirtschaftsinformatik
- Integrierte Internetlösungen für Kulturangebote (Homepage, Wikipediaartikel, Nutzung von Web2.0, Guerilla-Marketing z. B. für das Freilichtmuseum Roscheider Hof, die Burg Lissingen und das Besucherbergwerk Fell)
- Kulturdatenbank der Region Trier
- Internet-Imagepflege für Bildungseinrichtungen

## Schriften
- H. Rieder: Necessary Capabilities of a Content-Description-Language. In: Y. Choueka (Hrsg.): Proceedings of the ALLC-Conference 1988. Jerusalem. Slatkine, Geneve 1990.
- H. Rieder: Das Reagible Unternehmen. 2. Paderborner Frühjahrstagung des Fraunhofer Anwendungszentrums für logistikorientierte Betriebswirtschaft, 13. April 2000, Tagungsband, 2000, S. 211–231.
- H. Rieder, D. Witter-Rieder: Wikipedia-Artikel als Marketinginstrument für Museen. Eine Analyse auf dem Hintergrund des Artikels für das Freilichtmuseum Roscheider Hof. In: MAI-Tagung – museums and the internet, Xanten 2009[1]